# David Sheiner
David Sheiner (New York, 13 gennaio 1928) è un attore statunitense.
Ha iniziato la sua carriera nel 1950 ed è stato principalmente attivo in televisione.
Ha continuato fino al 1988, quando decise di ritirarsi.

## Filmografia parziale

### Cinema
- La più grande storia mai raccontata (The Greatest Story Ever Told), regia di George Stevens (1965)
- Una spia di troppo (One Spy Too Many), regia di Joseph Sargent (1966)
- Quando l'alba si tinge di rosso (A Man Called Gannon), regia di James Goldstone (1968)
- La strana coppia (The Odd Couple), regia di Gene Saks (1968)
- Indianapolis, pista infernale (Winning), regia di James Goldstone (1969)
- Omicidio al neon per l'ispettore Tibbs (They Call Me Mister Tibbs!), regia di Gordon Douglas (1970)
- L'assassino di pietra (The Stone Killer), regia di Michael Winner (1973)
- Chi tocca il giallo muore (Battle Creek Brawl), regia di Robert Clouse (1980)
- Tuono blu (Blue Thunder), regia di John Badham (1983)

### Televisione
- I detectives (The Detectives) – serie TV, episodio 3x29 (1962)
- Ai confini della realtà (The Twilight Zone) – serie TV, episodio 4x02 (1963)
- Gli inafferrabili (The Rogues) – serie TV, episodio 1x03 (1964)
- Mr. Novak – serie TV, episodi 1x27-2x06-2x18 (1964-1965)
- La legge di Burke (Burke's Law) – serie TV, episodio 3x09 (1965)
- A Man Called Shenandoah – serie TV, episodio 1x04 (1965)
- Le spie (I Spy) – serie TV, 2 episodi (1965-1966)
- Iron Horse – serie TV, episodi 1x01-1x29 (1966-1967)
- La grande vallata (The Big Valley) – serie TV, episodi 1x25- 2x11 (1966)
- Il virginiano (The Virginian) – serie TV, episodio 8x20 (1970)
- Giovani avvocati (The Young Lawyers) – serie TV, episodi 1x01-1x12 (1970)
- Bonanza – serie TV, episodio 13x11 (1971)
- Colombo (Columbo) – serie TV, episodio 4x02 (1974)
- La lunga notte di Entebbe (Victory at Entebbe), regia di Marvin J. Chomsky – film TV (1976)
- Charlie's Angels – serie TV, episodio 5x14 (1981)
- La signora in giallo (Murder, She Wrote) – serie TV, episodi 2x02-5x06 (1985-1988)

## Doppiatori italiani
- Ferruccio Amendola in Omicidio al neon per l'ispettore Tibbs, L'assassino di pietra
- Sergio Tedesco in La strana coppia
- Sergio Fiorentini in Tuono blu